# Topornik wyłupiasty
Topornik wyłupiasty, topornik mały (Argyropelecus hemigymnus) – gatunek morskiej ryby wężorokształtnej z rodziny przeźreniowatych (Sternoptychidae). 

## Zasięg występowania
Gatunek batypelagiczny, występuje we wszystkich oceanach od 60° N do 56° S na głębokościach 0–2400 m.

## Znaczenie gospodarcze
Nie ma znaczenia gospodarczego.